# Рейнольдс, Мария
Мари́я Рейно́льдс (в девичестве — Льюис, англ. Maria Reynolds; 30 марта 1768 — 25 марта 1828) — жена Джеймса Рейнольдса и любовница первого министра финансов США, Александра Гамильтона в периоде с 1791 по 1792 год. После публикации «Памфлета Рейнольдса» оказалась в центре первого секс-скандала в политической истории США.

## Ранние годы
Мария Льюис родилась в Нью-Йорке 30 марта 1768 года, была дочерью Сюзанны Ван Дер Бург и её второго мужа Ричарда Льюиса. У неё был один сводный брат, полковник Льюис Дюбуа, и пять единокровных братьев и сестер, двое из которых (старшие сестры по имени Сюзанна и Сара) дожили до совершеннолетия.
Отец Марии, Льюис, по всей видимости, не был обеспечен: Ричард Льюис был торговцем и/или рабочим, а также известно, что не мог написать собственное имя. Однако, девушка выросла грамотной, возможно, благодаря своей матери, пусть и оставалась, в основном, необразованной.
28 июля 1783 года, когда ей было 15 лет, Мария Льюис вышла замуж за Джеймса Рейнольдса. Рейнольдс служил в Революционной войне и был старше Марии, как минимум, на несколько лет. После войны он часто пытался получить возмещения ущерба со стороны правительства.
У Марии и Рейнольдса был один ребёнок, дочь по имени Сьюзан, родившейся 18 августа 1785 года.

## Роман с Гамильтоном
В какой-то момент 1791, Джеймс Рейнольдс переехал с Марией и их дочерью из Нью-Йорка в Филадельфию. Летом 1791 года 23-летняя Мария Рейнольдс обратилась к женатому 34-летнему Александру Гамильтону в Филадельфии с просьбой о помощи, при том материальной, утверждая, что её муж, Джеймс, бросил её. На тот момент у Гамильтона не было средств, поэтому он запросил адрес девушки, дабы позже навестить её. Как только Гамильтон прибыл в пансионат, где остановилась Мария, она отвела его наверх и повела в свою спальню; Позже он вспомнил, что «последовал некоторый разговор, из которого было очевидно, что приемлемо иное, не денежное, утешение». Роман продолжалось с различной периодичностью примерно до июня 1792 года.
Летом и осенью 1791, Мария и Гамильтон продолжали роман, пока жена Александра, Элайза, и их дети были в Олбани и навещали ее родителей. Через некоторое время, Мария уведомила Александра, что ее муж не пытается помириться с ней, и она не заботилась об этом, продолжая роман.
В течение этих месяцев, муж Марии, Джеймс Рейнольдс, хорошо знал о неверности своей жены. Он постоянно поддерживал их отношения, дабы шантажировать Гамильтона. В «Памфлете Рейнольдса» Гамильтон заходит так далеко, что утверждает, что Джеймс Рейнольдс вместе со своей женой сговорился, чтобы, по словам самого Гамильтона, «вымогать у меня деньги».
Фактически, после того, как Гамильтон показал недвусмысленные намеки на то, что он хотел прекратить роман осенью 1791 года, Александр получил два письма 15 декабря 1791 года, по одному от миссис и мистера Рейнольдс.
Первое письмо от Марии предупреждало о том, что её муж узнал о сложившейся ситуации, и о том, что Джеймс будет продолжать пытаться шантажировать Гамильтона.
К этому моменту Гамильтон оборвал контакты с Марией и ненадолго прекратил посещения, но Рейнольдсы, очевидно, были вовлечены в схему шантажа, так как оба послали письма, приглашающие Гамильтона продолжить свои посещения.
Джеймс Рейнольдс вымогал 1000 долларов в обмен на умалчивание супружеской измены Гамильтона. Первое время он снова и снова приглашал Александр к Марии «как друга», скорее всего, чтобы снова потребовать неопределенную сумму.
Однако, уже ко 2 мая 1792 года Джеймс Рейнольдс настоятельно стал требовать, чтобы Гамильтон больше не виделся с его женой; в итоге выплаты за шантаж составили более 1300 долларов, включая первоначальное вымогательство. Гамильтон в этот момент, возможно, знал о причастности обоих Рейнольдсов к шантажу и приветствовал, а также строго выполнил просьбу Рейнольдса о прекращении романа.
В ноябре 1792 года, после того, как Джеймс Рейнольдс был заключен в тюрьму за участие в схеме, предусматривающей невыплату заработной платы, предназначенной для ветеранов Революционной войны, он использовал свои знания о сексуальной связи Гамильтона, чтобы найти выход из собственных проблем. Рейнольдс знал, что Гамильтону придется выбирать между раскрытием его романа с Марией или ложным признанием соучастия в обвинениях. Джеймс Монро, Авраам Венейбл и Фредерик Муленберг были первыми, кто услышал об этой возможной коррупции в новом правительстве страны, и 15 декабря 1792 года решили лично ознакомить Гамильтона с полученной ими информацией, подтвержденной чеками выплат Гамильтона Рейнольдсу, что Мария дала им в подтверждение обвинений мужа. Отрицая какую-либо финансовую непристойность, Гамильтон раскрыл истинную природу своих отношений с Марией Рейнольдс и её мужем во всех её неприятных деталях. Он даже предоставил письма Марии и Джеймса Рейнольдса.
Убедившись, что Гамильтон не был причастен к финансовым махинациям, Монро, Венейбл и Муленберг согласились не обнародовать информацию и документы по делу Рейнольдса. Монро и его коллеги заверили Гамильтона, что дело разрешилось. Однако Монро отправил письма своему близкому другу, Томасу Джефферсону. Джефферсон и Гамильтон были самопровозглашенными противниками, и через пять лет после получения писем Джефферсон использовал полученные знания, дабы начать распускать слухи о личной жизни Гамильтона.
В том же 1797 году, когда Гамильтон больше не занимал пост министра финансов, детали его отношений с Марией и Джеймсом Рейнольдсами стали известны в серии памфлетов, написанных журналистом Джеймсом Томсоном Каллендером. Туда были включены копии документов, которые Гамильтон предоставил комиссии Монро в декабре 1792 года.
25 августа 1797 года Гамильтон отреагировал на откровения Каллендера, напечатав свой собственный документ на 95 страниц, позже известный как «Памфлет Рейнольдса», в котором он отрицал все обвинения в коррупции. Он, однако, не отрицал своих отношений с Марией Рейнольдс; вместо этого он открыто признал это и извинился. Искренность Гамильтона одновременно восхищала и непоправимо повредила его репутацию.
Этот случай был признан как «Один из первых секс-скандалов в политической истории США».

### Развод с Рейнольдсом
В 1793 году Мария заручилась помощью Аарона Берра, дабы развестись с Рейнольдсом. До получения  развода она переехала жить к Джейкобу Клингману (за которого позже вышла замуж) в штат Виргиния. Джейкоб был соучастником преступления в спекуляциях Рейнольдса и был арестован вместе с ним в ноябре 1792 года.

### Последствия Памфлета
После того, как Памфлет был опубликован в 1797 году, Мария подверглась публичному презрению, и она и её муж решили переехать в Великобританию. Вернувшись в Филадельфию несколько лет спустя без Клингмана, она получила имя Марии Климент. Никаких записей о её разводе с Клингманом не найдено. Вскоре после этого она стала работать домработницей у доктора Джеймса, за которого в 1806 году вышла замуж.
В 1800 году её дочь Сьюзан была отправлена в бостонскую школу-интернат с помощью конгрессмена Уильяма Юстиса, к которому Аарон Берр обратился с просьбой помочь девочке.

## Последние годы жизни
В 1808 году Сьюзан Рейнольдс приехала жить к своей матери и провела несколько лет с ней в Филадельфии. Сьюзен была замужем несколько раз, но никогда не была счастлива.
Мария Рейнольдс, теперь Мэтью, получила большое уважение благодаря её браку с доктором. Она стала религиозной, присоединилась к методистской церкви и оставила позади свое прошлое. «Она наслаждалась … любовью и доброй волей всех, кто её знал». Умерла Мария 25 марта 1828 года.

## Образ в культуре

### В театре
- В 2015 году на Бродвее был поставлен мюзикл «Гамильтон» о жизни Александра Гамильтона, где Марию сыграла Жасмин Сефас Джонс, также она сыграла роль младшей сестры Элайзы, Пегги Скайлер. Постановка стала обладателем Пулитцеровской премии в категории «Драма»[2] и одиннадцати наград «Тони»[3].